# Mei Nagano
Mei Nagano (永野 芽郁?, Nagano Mei; Tokyo, 24 settembre 1999) è un'attrice e modella giapponese.

## Filmografia

### Cinema
- Zebraman 2: Attack on Zebra City (2010) - Sumire[1]
- Rurouni Kenshin, regia di Keishi Ōtomo (2012)
- Tsukuroi Tatsu Hito (2015) - Mari
- My Love Story!  (2015) - Rinko Yamato
- Peach Girl, regia di Kōji Shintoku (2017)
- Hirunaka no Ryūsei (2017) - Suzume Yosano
- Teiichi's Country (2017) -  Mimiko Shiratori
- Parks (2017) - Haru
- Mix (2017) - Airi Ogasawara
- Daytime Shooting Star (2017) - Sazume Yosano
- Teiichi No Kuni (2017) - Mimiko Shiratori
- You Shine in the Moonlight (2019) - Mamizu Watarase
- Masked Ward (2020) - Hitomi Kawasaki
- Hell's Garden (2021) - Naoko Tanaka
- And, the Baton Was Passed (2021) - Yuko Morimiya
- My Broken Mariko (2022) - Tomoyo Shiino
- Motherhood (2022) - Sayaka
- Mom, Is That You?! (2023) - Mai
- Teasing Master Takagi-san (2024) - Takagi-san

### Doppiaggio
- Ni no kuni (2019) - Kotona/Astrid

### Televisione
- Yae no Sakura – serie TV (2013)
- Itsuka Kono Koi o Omoidashite Kitto Naite Shimau – serie TV (2016)[2]
- Koe Koi – serie TV (2016)[3]
- Sanada Maru – serie TV (2016)[4]
- We Did It – serie TV (2017)[5]
- Hanbun, Aoi. – serie TV (2018)[6][7]
- Mr. Hiiragi's Homeroom – serie TV (2019)
- Daddy Is My Classmate – serie TV (2020)
- Creator's File: GOLD – serie TV (2021)
- Police in a Pod – serie TV (2021)
- Riding a Unicorn – serie TV (2022)
- Burn the House Down – serie TV (2023)
- Kimi ga Kokoro wo Kuretakara – serie TV (2024)